# Río Huipaya
Der Río Huipaya ist ein 81 km langer linker Nebenfluss des Río Urubamba am Ostrand der Anden in Südzentral-Peru. Er verläuft innerhalb der Provinz La Convención der Region Cusco.

## Flusslauf
Der Río Huipaya entspringt an der Ostflanke der nördlichen Cordillera Vilcabamba im äußersten Westen des Distrikts Megantoni auf einer Höhe von etwa 2700 m. Das Quellgebiet liegt an der Wasserscheide zum weiter westlich fließenden Río Ene. Der Río Huipaya durchquert anfangs das Bergland in östlicher Richtung. Bei Flusskilometer 40 erreicht er die vorandine Region und wendet sich nach Nordosten. Bei Flusskilometer 23 trifft der Río Mipaya von links auf den Río Huipaya. Dieser mündet schließlich 2 km westlich der Ortschaft Nuevo Mundo auf einer Höhe von etwa 320 m in den Río Urubamba.

## Einzugsgebiet
Der Río Huipaya entwässert ein Areal von etwa 990 km². Dieses liegt im Westen des Distrikts Megantoni an der Ostflanke der nördlichen Cordillera Vilcabamba. Im Osten des Einzugsgebietes befinden sich niedrige vorandine Höhenkämme. Das Gebiet ist überwiegend mit tropischem Regenwald bedeckt. Das Einzugsgebiet des Río Huipaya grenzt im Süden an das des Río Picha, im Westen an das des Río Ene, im Nordwesten an das des Río Tambo sowie im Norden an die Einzugsgebiete von Río Sensa und Río Huitiricoya.  

## Ökologie
Die Quellregion des Río Huipaya befindet sich innerhalb des Nationalparks Otishi. Östlich von diesem durchquert der Río Huipaya das in den mittelhohen Lagen gelegene Schutzgebiet Reserva Comunal Machiguenga.